# Mercedes-Benz Zetros
Le Zetros est un camion (tout terrain) de la marque Mercedes-Benz, prévu pour rouler en milieu difficile. Il a été présenté pour la première fois au salon Eurosatory à Paris en 2008. 
À partir de 2012, 110 Zetros vont équiper la Bundeswehr (armée allemande).  Le camion est conçu pour être compatible pour le transport en C-130 Hercules .

## Variantes
Conçu autour d'un châssis en échelle, il existe deux variantes, à transmission intégrale permanente : 
| Modèle      | Nombre d'axes | Longueur (version plateau) | Poids à vide | PTAC     |
| ----------- | ------------- | -------------------------- | ------------ | -------- |
| Zetros 1833 | 2 (4 × 4)     | 5,1 m                      | 8,1 t        | 16/18 t  |
| Zetros 2733 | 3 (6 × 6)     | 6,2 m                      | 10,5 t       | 25/27 t. |